# Калабино
Кала́бино — село Задонского района, центр Калабинского сельсовета Липецкой области, в 15 км к юго-западу от города Задонска.

## Название
По прозвищу одного из первых помещиков землевладельцев Тихона Акулова сына Карлова.
За Тимофеем Степановым сыном да за Алексеем Григорьевым сыном, да за Александром Абакумовым сыном, Карлова, в том же селе жеребей, что им дано починок Тихона, а по прозвищу Колабы, Акулова сына Карлова
РГАДА, Ф.1209,ОП.1,Д. 137 «Писцовые и Межевые книги Елецкого уезда писца Т. Я. Комынина. 1691-1693 годы по селу Калабино»

## География
Находится в среднем течении на реке Нережка.

## История
Возникло в XVII в. По документам известно с 1676 г. Основано мелкими служилыми людьми.
В переписной книге Елецкого уезда 1716 г. стан Засосенской упоминается как «село Дмитриевское Колабино тож» (РГАДА, Ф.350, оп. 1, д. 115, л. 260).
До упразднения уездно-губернского деления — волостной центр Калабинской волости
Землянского уезда Воронежской губернии.

## Население
| 1859 | 1897  | 2010 |
| ---- | ----- | ---- |
| 1727 | ↗2814 | ↘613 |

## Известные уроженцы
- Чурсин, Михаил Савельевич  Герой Советского союза
- Гридчин, Алексей Назарович (1914—1998) — советский геодезист, доктор технических наук (1967), профессор (1969).
- Карлов, Геннадий Ильич — академик РАН, профессор РАН, российский учёный, специалист в области сельскохозяйственной биотехнологии.

## Инфраструктура
Личное подсобное хозяйство с зоной сельскохозяйственного использования, индивидуальная застройка усадебного типа.
Основа экономики — сельское хозяйство. ФАП, школа.

## Транспорт
Остановка общественного транспорта «Калабино».